# Переворот Четырёхсот
Переворот Четырёхсот, или олигархия четырёхсот (411 год до н. э.) — олигархический переворот в Древних Афинах — кратковременный приход к власти олигархической партии. Кризис демократической власти был обусловлен неудачей Сицилийской экспедиции. Заговор созрел в военных кругах. Однако переворот был осуществлён бескровно. Народное собрание само изменило форму правления ради спасения государства. Был введён имущественный ценз, а общественные должности перестали оплачиваться. Чтобы оставаться у власти, отныне олигархи созывали народное собрание на своё усмотрение. При этом его состав был значительно сужен. Теперь оно состояло лишь из 5 тысяч наиболее обеспеченных афинян. Однако даже после принятия этих ограничительных мер возможность дальнейшего созыва народного собрания оставалась проблематичной.
Олигархи настаивали на заключении мира со спартанцами при сохранении положения до конфликта, что означало бы преимущество для Афин. Переговоры со Спартой шли тяжело. Кроме того, олигархами было направлено посольство и на Самос, но договориться также не удалось.
Моряки афинского флота были возмущены, так как они, представители простого народа, были заинтересованы в сохранении демократии. Они призвали Алкивиада и провозгласили его командующим флотом, надеясь, что тот поведёт флот на Афины и вооружённым путём восстановит демократический строй. Однако Алкивиад, с одной стороны, понимал, что это приведёт к ослаблению Афин, а с другой, возможно, вовсе и не желал восстановления демократии. Он был заинтересован в частичном сохранении олигархического строя, чтобы самому стать арбитром между демосом и олигархами, получив тем самым славу и почести.
Мира со Спартой добиться не получилось, так как в условиях неподконтрольности флота Афины не могли гарантировать выполнения обязательств со своей стороны. Началась подготовка капитуляции Пирея. Однако их намерения были разгаданы представителями более умеренного олигархического направления, возглавляемого Фераменом. Переговоры с Алкивиадом привели к окончательному расколу внутри олигархической группировки. Фриних, представитель сторонников радикальной олигархии, с отказом от созыва совета 5000 был убит, и власть перешла к группировке Ферамена, который возглавлял умеренный лагерь. Последовавшее затем поражение при Эретрии снаряжённого олигархами флота и восстание против Афин на Эвбее окончательно подорвали престиж олигархического правительства.
В конце концов в Афинах установился новый политический строй, смешавший в себе черты олигархии и демократии. Позднее даже Аристотель признавал его одним из самых совершенных устройств, существовавших в Афинах. Власть находилась в руках пяти тысяч граждан, которые могли обеспечить себя тяжёлым вооружением. Всего же полноправными были 9000. Возобновилась раздача пособий бедным. Флот Алкивиада направился к Геллеспонту, где нанёс ряд поражений спартанцам. Была восстановлена власть над Халкедоном и Византией, благодаря чему в Афины вновь начал поступать черноморский хлеб. Алкивиад вернулся в Афины и избрался стратегом с широкими полномочиями. А установившийся строй вскоре был заменён вновь на полноценную демократию, так как показавшие военные успехи солдаты не считались полноправными гражданами в новом устройстве, что могло вызвать волнения.